# Amerika-Gedenkbibliothek

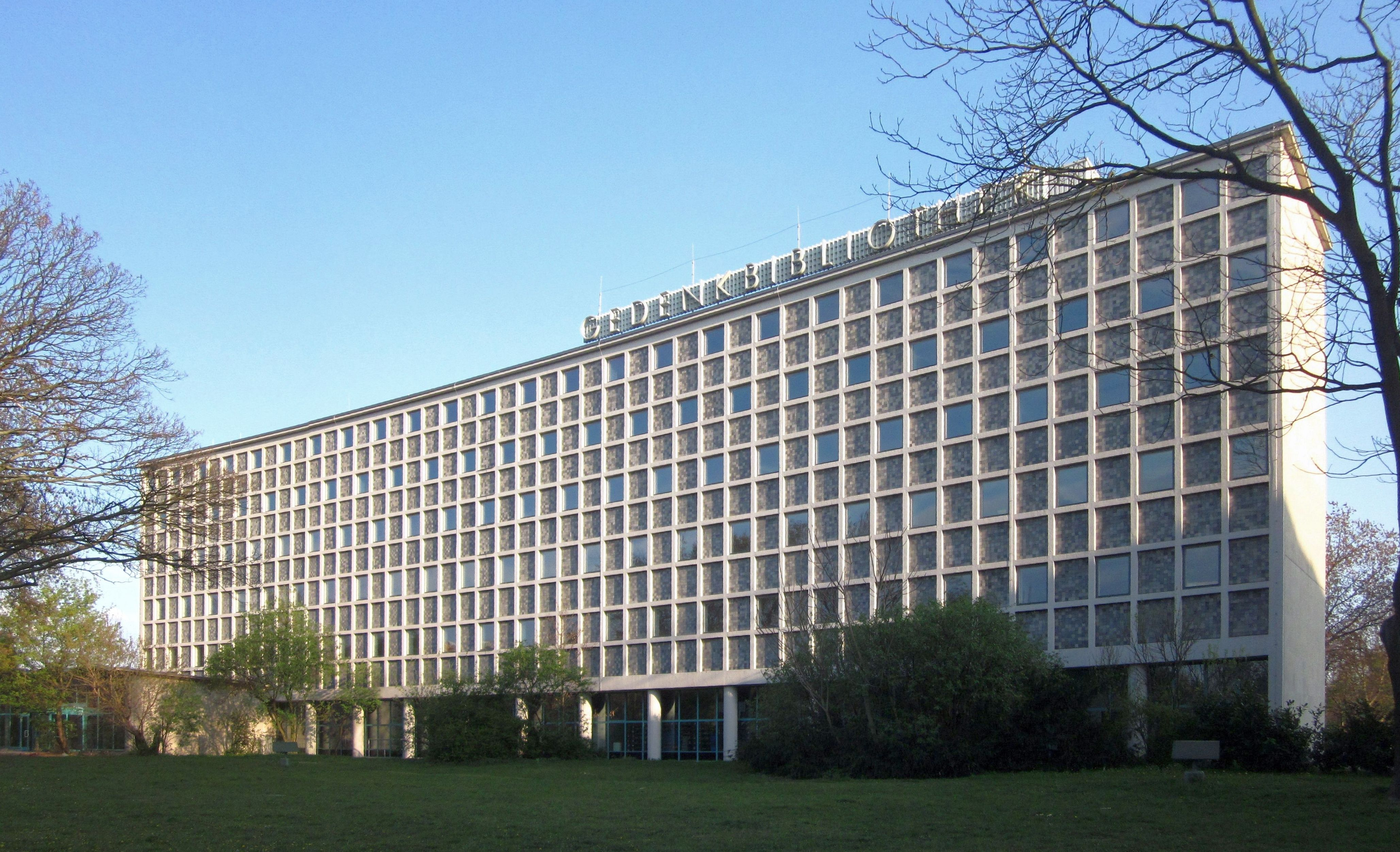
Amerika-Gedenkbibliothek.

Amerika-Gedenkbibliothek är ett offentligt bibliotek i Berlin, beläget vid Blücherplatz i stadsdelen Kreuzberg. Byggnaden ritades av Fritz Bornemann, Willy Kreuer, Gerhard Jobst och Hartmut Wille och uppfördes 1952–1957 till minne av den amerikanska luftbron under Berlinblockaden.

## Historia
Grundstenen till biblioteket lades 1952 av den amerikanska utrikesministern Dean Acheson. Av de bibliotekssamlingar i Berlin som överlevt andra världskriget befann sig huvuddelen i Östberlin efter kriget, och Amerika-Gedenkbibliothek uppfördes för att fylla motsvarande behov i Västberlin. Medel från Marshallhjälpen hade anslagits för att främja utvecklingen av fri utbildning och yttrandefrihet i Västberlin, och biblioteket öppnades 1954. Verksamheten introducerade den amerikanska modellen för fritt tillgängliga offentliga bibliotek, som ditintills varit relativt ovanlig i Tyskland. Rent organisatoriskt var biblioteket dock aldrig centralbibliotek för Västberlin, då biblioteksverksamheten låg direkt underordnad Berlins stadsdelsområden. Sedan 1995 är biblioteket ett av de båda huvudbiblioteken för Zentral- und Landesbibliothek Berlin (ZLB), staden Berlins centralbibliotek.

## Verksamhet
Biblioteket har förutom tryckta medier även ett stort utbud av multimedia i olika format. Biblioteket var vid öppnandet ett av de första i Tyskland att erbjuda utlåning av skivor. En unik möjlighet på biblioteket är det så kallade artoteket, där besökare kan låna konstverk i form av skulpturer och bildkonst.
Inom centralbiblioteksorganisationen har Amerika-Gedenkbibliothek främst ämnesansvar för följande avdelningar:
- Musik
- Konst, scenkonst, medier
- Samhällsvetenskaper och humaniora
- Skönlitteratur och litteraturvetenskap, språk, geografi
- Barnavdelningen "Hallescher Komet"